# Raúl Ramírez
Raúl Ramírez (Ensenada, 20 mei 1942) is een voormalig proftennisser uit Mexico Hij speelde internationaal tennis vanaf 1973. Hij behaalde zijn grootste successen in het dubbelspel samen met Brian Gottfried

## Palmares

### Enkelspel
| Nr.              | Datum          | Toernooi              | Ondergrond    | Tegenstander in finale | Score                   |         |
| ---------------- | -------------- | --------------------- | ------------- | ---------------------- | ----------------------- | ------- |
| gewonnen finales |                |                       |               |                        |                         |         |
| 1.               | oktober 1973   | ATP Tehran            | Gravel        | John Newcombe          | 6–7, 6–1, 7–5, 6–3      | Details |
| 2.               | februari 1974  | ATP Dayton            | Tapijt        | Brian Gottfried        | 6–1, 6–4, 7–6(1)        | Details |
| 3.               | augustus 1974  | ATP Columbus          | Hardcourt     | Roscoe Tanner          | 3–6, 7–6, 6–4           | Details |
| 4.               | februari 1975  | St. Petersburg WTC    | Hardcourt     | Roscoe Tanner          | 6–0, 1–6, 6–2           | Details |
| 5.               | april 1975     | ATP Charlotte         | Gravel        | Roscoe Tanner          | 3–6, 6–4, 6–3           | Details |
| 6.               | juni 1975      | ATP Rome              | Gravel        | Manuel Orantes         | 7–6, 7–5, 7–5           | Details |
| 7.               | november 1975  | ATP Tokio             | Gravel        | Manuel Orantes         | 6–4, 7–5, 6–3           | Details |
| 8.               | maart 1976     | Mexico-Stad WCT       | Gravel        | Eddie Dibbs            | 7–6, 6–2                | Details |
| 9.               | april 1976     | Caracas WCT           | Gravel        | Ilie Năstase           | 6–3, 6–4                | Details |
| 10.              | juli 1976      | ATP Gstaad            | Gravel        | Adriano Panatta        | 7–5, 6–7, 6–1, 6–3      | Details |
| 11.              | november 1976  | Londen                | Tapijt        | Manuel Orantes         | 6–3, 6–4                | Details |
| 12.              | juni 1977      | ATP Londen            | Gras          | Mark Cox               | 9–7, 7–5                | Details |
| 13.              | september 1977 | ATP Los Angeles       | Hard          | Brian Gottfried        | 7–5, 3–6, 6–4           | Details |
| 14.              | februari 1978  | Mexico-Stad WCT       | Hardcourt     | Pat DuPré              | 6–4, 6–1                | Details |
| 15.              | april 1978     | Monte Carlo WCT       | Gravel        | Tomáš Šmíd             | 6–3, 6–3, 6–4           | Details |
| 16.              | mei 1979       | ATP Florence          | Gravel        | Karl Meiler            | 6–4, 1–6, 3–6, 7–5, 6–0 | Details |
| 17.              | februari 1980  | ATP San Juan          | Hardcourt     | Phil Dent              | 6–3, 6–2                | Details |
| 18.              | februari 1982  | Caracas WCT           | Hardcourt     | Zoltán Kuhárszky       | 4–6, 7–6, 6–3           | Details |
| 19.              | februari 1983  | Caracas WCT           | Hardcourt     | Morris Skip Strode     | 6–4, 6–2                | Details |
| verloren finales |                |                       |               |                        |                         |         |
| 1.               | juli 1973      | ATP Kitzbühel         | Gravel        | Manuel Orantes         | Finale niet gespeeld    | Details |
| 2.               | oktober 1974   | ATP Tehran            | Gravel        | Guillermo Vilas        | 0–6, 3–6, 1–6           | Details |
| 3.               | maart 1975     | Caracas WCT           | Hardcourt     | Rod Laver              | 6–7, 2–6                | Details |
| 4.               | maart 1976     | Jackson WCT           | Tapijt        | Ken Rosewall           | 3–6, 3–6                | Details |
| 5.               | juli 1976      | ATP Washington, D.C.  | Gravel        | Jimmy Connors          | 2–6, 4–6                | Details |
| 6.               | augustus 1976  | ATP Stratton Mountain | Gravel        | Jimmy Connors          | 6–7, 6–4, 3–6           | Details |
| 7.               | oktober 1976   | ATP Tehran            | Gravel        | Manuel Orantes         | 6–7, 0–6, 6–2, 4–6      | Details |
| 8.               | oktober 1976   | ATP Wenen             | Hardcourt (i) | Wojciech Fibak         | 7–6, 3–6, 4–6, 6–2, 1–6 | Details |
| 9.               | februari 1977  | Miami WCT             | Gravel        | Eddie Dibbs            | 0–6, 3–6                | Details |
| 10.              | mei 1977       | Las Vegas             | Hardcourt     | Jimmy Connors          | 4–6, 7–5, 2–6           | Details |
| 11.              | november 1977  | Oviedo                | Hardcourt     | Eddie Dibbs            | 4–6, 1–6                | Details |
| 12.              | februari 1978  | Rancho Mirage         | Hard          | Roscoe Tanner          | 1–6, 6–7                | Details |
| 13.              | maart 1978     | Washington Indoor     | Tapijt        | Brian Gottfried        | 5–7, 6–7                | Details |
| 14.              | april 1978     | Rotterdam WCT         | Tapijt        | Jimmy Connors          | 5–7, 5–7                | Details |
| 15.              | juni 1978      | Birmingham            | Gras          | Jimmy Connors          | 3–6, 1–6, 2–6           | Details |
| 16.              | juli 1978      | Cincinnati            | Hardcourt     | Eddie Dibbs            | 2–6, 3–6                | Details |
| 17.              | oktober 1978   | Mexico-Stad WCT       | Gravel        | Vijay Amritraj         | 4–6, 4–6                | Details |
| 18.              | mei 1980       | ATP Florence          | Gravel        | Adriano Panatta        | 2–6, 6–2, 4–6           | Details |
| 19.              | mei 1981       | ATP Florence          | Gravel        | José Luis Clerc        | 1–6, 2–6                | Details |

## Resultaten grandslamtoernooien
| Legenda | Legenda                          |
| ------- | -------------------------------- |
| g.t.    | geen toernooi gehouden           |
| l.c.    | lagere categorie                 |
| –       | niet deelgenomen                 |
| G       | uitgeschakeld in de groepsfase   |
| 1R      | uitgeschakeld in de eerste ronde |
| 2R      | uitgeschakeld in de tweede ronde |
| 3R      | uitgeschakeld in de derde ronde  |
| 4R      | uitgeschakeld in de vierde ronde |
| KF      | uitgeschakeld in de kwartfinale  |
| HF      | uitgeschakeld in de halve finale |
| F       | de finale verloren               |
| W       | het toernooi gewonnen            |
| w-v     | winst/verlies-balans             |

### Enkelspel
| Australian Open | –  | –  | –  | –  | –  | –  | – & – | –  | –  | –  | –  | –  | –  |
| Roland Garros   | –  | –  | 2R | KF | KF | HF | HF    | KF | 1R | 4R | 1R | –  | –  |
| Wimbledon       | –  | –  | 1R | 2R | KF | HF | 2R    | KF | 2R | 1R | 2R | –  | 1R |
| US Open         | 1R | 3R | 3R | 4R | 4R | 2R | 1R    | KF | 1R | 1R | 2R | 2R | –  |
| Masters         |    |    |    |    |    |    |       |    |    |    |    |    |    |
| Masters         | –  | –  | –  | HF | G  | G  | –     | G  | G  | –  | –  | –  | –  |

### Mannendubbelspel
| Australian Open | –  | –  | –  | –  | –  | –  | – & – | –  | –  | –  | –  | –  | – | – | – | g.t. |
| Roland Garros   | –  | –  | 1R | 2R | W  | F  | W     | HF | KF | F  | 1R | –  | – | – | – | 1R   |
| Wimbledon       | –  | KF | 3R | KF | 2R | W  | 1R    | KF | F  | KF | 3R | –  | – | – | – | –    |
| US Open         | 1R | 2R | HF | KF | 3R | 2R | F     | 1R | 2R | –  | 2R | HF | – | – | – | –    |
| Masters         |    |    |    |    |    |    |       |    |    |    |    |    |   |   |   |      |
| Masters         | –  | –  | –  | –  | G  | F  | –     | HF | –  | –  | –  | –  | – | – | – | –    |

### Gemengd dubbelspel
| Toernooi        | 1971 | 1972 | 1973 | 1974 | 1975 | 1976 | 1977 | 1978 | 1979 |
| --------------- | ---- | ---- | ---- | ---- | ---- | ---- | ---- | ---- | ---- |
| Australian Open | g.t. | g.t. | g.t. | g.t. | g.t. | g.t. | g.t. | g.t. | g.t. |
| Roland Garros   | –    | –    | –    | –    | –    | –    | –    | –    | –    |
| Wimbledon       | –    | 1R   | F    | KF   | –    | –    | –    | –    | –    |
| US Open         | KF   | –    | KF   | 1R   | –    | –    | –    | –    | KF   |